# Киселёв, Николай Давыдович
Николай Давыдович Киселёв (1921—1980) — старшина Военно-морского флота СССР, участник Великой Отечественной войны, Герой Советского Союза (1943).

## Биография
Николай Киселёв родился 5 марта 1921 года в деревне Кармановка. После окончания семи классов школы работал почтальоном, кладовщиком в магазине. Весной 1941 года Киселёв был призван на службу в Военно-морской флот СССР. Участвовал в десантах под Новороссийском, Керчью, Анапой. К ноябрю 1943 года старшина Николай Киселёв был старшиной роты автоматчиков 286-го отдельного батальона морской пехоты Черноморского флота. Отличился во время Керченско-Эльтигенской операции.
1 ноября 1943 года за несколько десятков метров до побережья Киселёв первым бросился в воду, увлекая за собой остальных бойцов. Десантники захватили первую линию траншей и закрепились, после чего держали оборону около месяца. В тех боях Киселёв уничтожил 3 танка, 1 самоходную баржу, около 50 солдат и офицеров противника.
Указом Президиума Верховного Совета СССР от 17 ноября 1943 года за «образцовое выполнение заданий командования и проявленные мужество и героизм в боях с немецкими захватчиками» старшина Николай Киселёв был удостоен высокого звания Героя Советского Союза с вручением ордена Ленина и медали «Золотая Звезда» за номером 9108.
После окончания войны Киселёв был демобилизован. Вернулся на родину, проживал в деревне Холм Демидовского района, работал зам. директора совхоза «Баклановский», директором (1969—1980) совхоза «Холмовской» Демидовского района Смоленской области. Скончался 31 декабря 1980 года, похоронен на Покровском кладбище Демидова.
Был также награждён орденом Красной Звезды и рядом медалей.